# 真田信吉
真田 信吉（さなだ のぶよし）は、江戸時代前期の大名。上野国沼田藩2代藩主。真田信幸（信之）の長男。母は清音院殿（真田信綱の娘）。

## 生涯
生年には諸説あり、『沼田日記』では文禄4年（1595年）、『滋野世紀』では慶長元年（1596年）、『天桂院殿御事績稿』の享年42からは文禄2年（1593年）の生まれとなる。
慶長19年（1614年）からの大坂の陣では参戦したものの、豊臣軍に敗れて逃走したと言われている。元和元年（1615年）、従五位下河内守に叙任。翌年父信之が上田に移ったのち、沼田城主として3万石の所領を相続した。当時の沼田3万石は独立した藩ではなく、本家松代藩の分領（分地）であった。また、真田家は沼田においては家臣が直接自分の領地である村を支配する地方知行を行っていた。
寛永4年（1627年）8月、酒井忠世の娘（松仙院）と婚姻。松仙院との間には長姫しか生まれず、側室との間に、熊之助・信利（信直）の2子を儲けた。ただし、信吉は、側室腹の男子について、父信之にも存在を隠していたという。
寛永11年（1634年）11月28日、父に先立って江戸屋敷において40歳で死去。遺体は迦葉山龍華院に送られて荼毘に付され、天桂寺に葬られた。跡を継いだ長男の熊之助も早世し、信吉の所領は次男の信利（信直）と弟の信政に分割相続された。

## 系譜
- 父：真田信之（1566-1658）
- 母：清音院殿（?-1619） - 真田信綱の娘
- 正室：松仙院 - 酒井忠世の娘
  - 女子：長姫 - 関長政正室、後に公卿の千種有能（千種家譜では有能の長男千種有維の室）室
- 側室：慶寿院 - 依田氏
  - 次男：真田信利（信直）（1635-1688）
- 生母不明の子女
  - 長男：真田熊之助（1632-1638）

## 関連作品
テレビドラマ
- 真田太平記（NHK新大型時代劇、1985年 演：伊達修→早瀬亮）
- 真田丸（NHK大河ドラマ、2016年 演：広田亮平）